# Alfredo Massüe

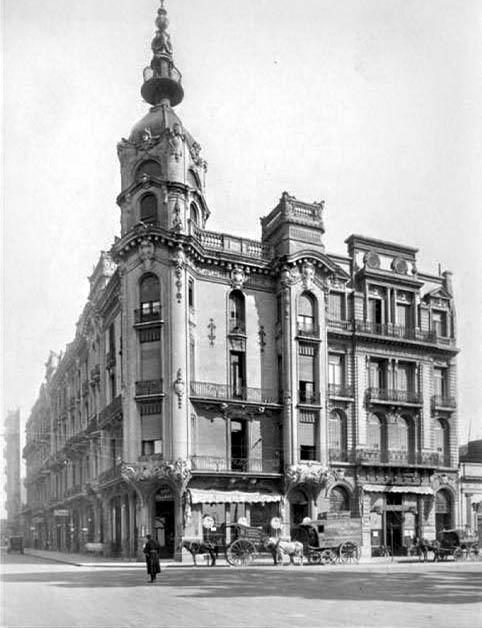
Mirador Massue (ca. 1920)

Alfredo Massüe (* 19. September 1860 in Paris, Frankreich; † 17. Dezember 1923 in Barcelona, Spanien) war ein französisch-katalanischer Architekt.
Massüe war stilistisch zunächst der Beaux-Arts-Architektur verbunden und wandte sich seit der Jahrhundertwende verstärkt dem Jugendstil zu. Zwischen 1889 und 1914 wirkte er vor allem in Buenos Aires. Dort schuf er unter anderem gegenüber der Plaza Lavalle den Palacio Costaguta sowie das Edificio Molinuevo an der Kreuzung der Avenida Corrientes und der Calle Pasco. Als sein bedeutendstes Werk wird das Mirador Massue angesehen. Zu seinen Bauten in Montevideo zählen der Palacio Uriarte de Heber und das Casa del Fauno.